# Колесов, Леонард Николаевич
Леонард Николаевич Колесов (19 февраля 1925, Коканд, Узбекская ССР — 25 марта 1971, Владимир) — советский радиоинженер, конструктор, педагог. Один из создателей первой советской полупроводниковой микросхемы.

## Биография
Родился 19 февраля 1925 года в Коканде Узбекской ССР. Среднюю школу окончил в 1942 году в Ташкенте, после чего поступил на первый курс находившегося там же в эвакуации Воронежского авиационного института; обучение окончил в Ленинграде — в Институте авиационного приборостроения (ныне — ГУАП).
В 1954 году защитил кандидатскую диссертацию и перешёл на преподавательскую работу в Ленинградский электротехнический институт.
В марте 1958 года Л. Н. Колесов назначен заведующим кафедрой Ки ПРА Таганрогского радиотехнического института. Л. Н. Колесов оказался создателем на кафедре и в ТРТИ нового научного направления — микроэлектроники, и во многом его деятельность способствовала формированию этого направления в стране.
По инициативе Л. Н. Колесова в 1958 году в ТРТИ была организована отраслевая научно-исследовательская лаборатория Ростовского совнархоза. Эта лаборатория выполняла как заказы предприятий, так и поисковые исследования, которые привели в 1961 году к созданию первой отечественной микросхемы — прототипа будущих промышленных микросхем. Это событие привлекло внимание научной общественности страны, и ТРТИ был утверждён головным в системе минвуза по проблеме создания микроэлектронной аппаратуры высокой надёжности и автоматизации её производства. Сам же Л. Н. Колесов был назначен Председателем координационного совета по этой проблеме.
В начале 1969 года отошёл от руководства кафедрой и проблемной лабораторией в ТРТИ, был избран профессором Владимирского политехнического института, в связи с чем 1 июня 1970 года уволен из ТРТИ. В Владимирском политехническом институте до смерти в марте 1971 года заведовал кафедрой и организовал научную работу по микроэлектронике.
Активная деятельность Л. Н. Колесова по развитию отечественной микроэлектроники привела к тому, что в лабораториях кафедры «Конструирование и технология радиоэлектронных средств»Владимирского политехнического института с 1970 по 1975 год появилось современное по тем временам оборудование для изготовления интегральных микросхем: установки вакуумного распыления, промышленная линия фотолитографии, диффузионные печи, установки нанесения токопроводящих паст, лазерной и термокомпрессионной сварки, измерительные приборы и установки для контроля и исследования параметров полупроводниковых материаловЛНПО «Авангард». Сотрудники кафедры активно участвовали во внедрении микроэлектронных технологий на предприятиях Владимирской области и за её пределами, успешно взаимодействуя с такими головными предприятиями электронной промышленности и радиопромышленности как ВНИИ Электронстандарт, ЛНПО «Авангард», НПО «Ротор» и другими.